# 加勒比頜吻鰻
加勒比頜吻鰻（學名：Gnathophis tritos），是輻鰭魚綱鰻形目康吉鳗科頜吻鰻屬的其中一種，由David G. Smith和Robert H. Kanazawa於1977年描述 ，分布於中西大西洋佛羅里達海峽海域，深度458至567公尺，為底棲性魚類，生活習性不明。